# Великоандрусівська сільська територіальна громада
Великоандрусівська сільська громада — територіальна громада в Україні, у Олександрійському районі Кіровоградської області. Адміністративний центр — село Велика Андрусівка.
Площа громади — 556,63 км², населення — 3123 мешканці (2018).
Утворена 12 серпня 2016 року шляхом об'єднання Великоандрусівської і Подорожненської сільських рад Світловодського району.

## Населені пункти
У складі громади 25 сіл: Арсенівка, Аудиторівка, Бабичівка, Бугруватка, Велика Андрусівка, Вищепанівка, Ганнівка, Глинськ, Григорівка, Захарівка, Золотарівка, Іванівка, Калантаїв, Кобзарівка, Микільське, Нагірне, Оврахове, Перехрестівка, Подорожнє, Семигір'я, Серебряне, Сніжкова Балка, Сніжкове, Федірки та Яремівка.